# ダン・モリソン
ダン・モリソン（Daniel Morrison、1974年2月19日 - ）は、アメリカ合衆国のプロレスラー。オハイオ州ペッパーパイク出身。ダニー・ドーリング（Danny Doring）のリングネームで知られる。

## 来歴
1996年、プロレスラーになるためにECWが主宰するトレーニングセンターであるハウス・オブ・ハードコアに入門。タズ、ペリー・サターンに師事し、同年にはECWのロースターに登録され、1997年にプロレスラーデビューを果たした。
デビュー後、正統派のレスリングを主軸としたスタイルに加えて地味であったということもあり、観客から自身のリングネームと引っ掛けて「ボーリング（退屈）」チャントを浴びせられていたことにより同年12月、女たらしのキザなナルシストギミックへと変更。また、同じくハウス・オブ・ハードコア出身であるロードキルとタッグチームを結成。ノヴァ & クリス・チェッティと2年間の長期抗争を経てECW世界タッグ王座を狙うようになり、インパクト・プレイヤーズ（ジャスティン・クレディブル & ランス・ストーム）、ニュー・デンジャラス・アライアンス（サイモン・ダイアモンド & ジョニー・スウィンガー）、FBI（リトル・グイドー & トニー・ママルーク）、レイヴェン & トミー・ドリーマーといったタッグチームと激闘を繰り広げ、2000年12月3日、PPVであるマッサークル・オン・34th・ストリートにてFBIを破り、念願のECW世界タッグ王座を手に入れると共にECW最後のタッグ王者となった。
2001年、ECWが崩壊。ECWのレスラーの一部がWWFと契約を結んで入団する中、ロードキルとドーリングはフリーランスで活動していくことを選択。NWAフロリダ、XPW（Xtreme Pro Wrestling）など多くのインディー団体に参戦し、2002年11月19日にはWWEの前座番組であるVelocityに出場し、ビル・デモットと対戦するが敗戦した。
2003年8月6日、TNAに参戦。TNA Xディヴィジョン王座争奪4wayマッチに出場し、王者のマイケル・シェーン、ジョーイ・マシューズ、シャークボーイと対戦するが王座を奪取するに至らなかった。10月15日にはロードキルとタッグを組んでかつてECWで鎬を削りあったライバルであるダイアモンド & スウィンガーと対戦して勝利し、同月22日にはダイアモンド & スウィンガーとの再戦にてNWA世界タッグ王座を賭けて対戦するが敗戦し、奪取するに至らなかった。
2005年、WWEがECWリユニオンショーであるECW One Night Standを開催した煽りを受けてシェーン・ダグラス、レイヴェンが中心となって開催したECWリユニオンショー、Hardcore Homecomingに参戦し、ブルー・ミーニーやクリス・チェッティといった往年のECWオリジナルメンバーたちと対戦した。
ECW One Night StandをきっかけにWWEはECWのレスラーの多くを入団させ、またロードキルとドーリングも同じく契約を交わし入団。2006年6月13日、ECW初回放送での勝者はジョン・シナとの試合する権利を得ることができるバトルロイヤルマッチに出場するがビッグ・ショーから落とされ脱落となった。以降、ロードキルとのタッグを組む機会もなくECWでの出番はダークマッチかハウスショーの出場が主になり、12月にWWEから解雇となった。
WWE解雇後、MCW（Maryland Championship Wrestling）やF1（Force One Pro Wrestling）を中心に多くのインディー団体に参戦。2012年10月6日、トミー・ドリーマーが主宰し、旗揚げ戦となるHoH（House Of Hardcore）に参戦。盟友のロードキルと組んでFBIと対戦して勝利を飾った。2013年11月9日にはHoHにてハードコアランブルマッチに出場している。

## 得意技
- Wham, Bam, Thank You Ma'am

フィニッシャー。ダブルアンダーフックDDT
- ベアバック

ショルダー・ジョーブリーカー
- ダナコンダ

ダイビング・レッグドロップ
- Gスポット

ロシアン・レッグスウィープ
- ピール・ネックレス

カッター
- パンティー・ドロップ

ダイビング・エルボードロップ
- ブギー・バン

ロードキルとの合体技。ロードキルのホイールバローからドーリングのダナコンダへと繋げる。
- ランカスター・ラリアット・オブ・ラスト

ロードキルとの合体技。ロードキルが相手をベアハッグで捕え、ドーリングがラリアットを打ち込む。

## 獲得タイトル
ECW
ECW世界タッグ王座 : 1回
w / ロードキル
F1
F1ヘビー級王座 : 1回
他、アメリカのインディー団体を中心に多くのタイトルを獲得。

## 入場曲
- Soul Coughing - Super Bon Bon